# Aristófanes
Aristófanes (en griego antiguo: Ἀριστοφάνης, pronunciado /aristopʰánɛːs/; Atenas, c. 445 a. C.-Atenas, c. 385 a. C.) fue un comediógrafo griego, principal exponente del género cómico.

## Biografía
Vivió durante la guerra del Peloponeso, época que coincide con el esplendor del imperio ateniense y su consecuente derrota a manos de Esparta. Sin embargo, también fue contemporáneo del resurgimiento de la hegemonía ateniense a comienzos del siglo IV a. C.
Leyendo a Aristófanes es posible hacerse una idea de las intensas discusiones ideológicas (políticas, filosóficas, económicas y literarias) en la Atenas de aquella época.
Su postura conservadora le llevó a defender la validez de los tradicionales mitos religiosos y se mostró reacio ante cualquier nueva doctrina filosófica. Especialmente conocida es su animadversión hacia Sócrates, a quien en su comedia Las nubes lo presenta como un demagogo dedicado a inculcar todo tipo de insensateces en las mentes de los jóvenes. En el terreno artístico tampoco se caracterizó por una actitud innovadora; consideraba el teatro de Eurípides como una degradación del teatro clásico.

### Poesía
El lenguaje de las obras de Aristófanes, y en la vieja comedia en general, fue valorado por los comentaristas antiguos como un modelo del dialecto ático. El orador Quintiliano creía que el encanto y la grandeza del dialecto del ático hacían de la vieja comedia un ejemplo para que los oradores estudiaran y le siguieran, y él lo consideraba inferior en estos aspectos solo a las obras de Homero. Un renacimiento del interés en el dialecto del ático pudo haber sido responsable de la recuperación y de la circulación de las obras de Aristófanes durante los siglos IV y V d. C., dando por  resultado su supervivencia hoy. En las obras de Aristófanes, el dialecto del ático se expresa en verso y sus obras pueden apreciarse por sus cualidades poéticas.
Para los contemporáneos de Aristófanes, las obras de Homero y Hesíodo formaron las piedras angulares de la historia y la cultura helénicas. Así, la poesía tenía un significado moral y social que lo convertía en un tema inevitable de la sátira cómica. Aristófanes era muy consciente de las modas y tradiciones literarias, y sus obras se encuentran numerosas referencias a otros poetas. Estos incluyen no solo cómicos contemporáneos como Eupolis y Hermipo, o predecesores como Magnes, Crates y Cratino, sino también trágicos, notablemente Esquilo, Sófocles y Eurípides. Estos tres últimos se mencionan en Las ranas. Aristófanes era el igual de estos grandes trágicos en su refinado uso de la lírica. En concreto, parece que ha modelado su estilo lingüístico en el de Eurípides, hasta el punto de que el dramaturgo cómico Cratino lo calificó como un «Euripidoaristofanista» adicto a las sutilezas de detalle.

### Retórica
Se cree ampliamente que Aristófanes condenó la retórica por razones tanto morales como políticas. Afirma que "un orador entrenado en la nueva retórica puede utilizar su talento para engañar al jurado y desconcertar a sus oponentes con tanta profundidad que el juicio pierde toda apariencia de imparcialidad". Está hablando del "arte" de la adulación, y la evidencia apunta hacia el hecho de que muchas de las obras de Aristófanes fueron creadas con la intención de atacar el punto de vista de la retórica. El ataque más notable se puede ver en su obra Comensales, en la que dos hermanos de diferentes orígenes educativos sostienen que su educación es la mejor. Un hermano viene de un fondo de educación "pasada de moda" mientras que el otro hermano parece ser un producto de la educación sofística.
El coro fue utilizado principalmente por Aristófanes como una defensa contra la retórica y, a menudo, hablar de temas como el deber cívico de los que fueron educados en las enseñanzas clásicas. En opinión de Aristófanes, era el trabajo de esos adultos cultos proteger al público del engaño y permanecer como un faro de luz para aquellos que eran más crédulos que otros. Una de las razones principales por las que Aristófanes estaba tan en contra de los sofistas surgió de los requisitos enumerados por los líderes de la organización. El dinero era esencial, lo que significaba que casi todos los alumnos que estudiaban con los sofistas provenían de la clase alta y excluían el resto de la polis. Aristófanes creía que la educación y el conocimiento eran un servicio público y que todo lo que excluía las mentes voluntarias no era más que una abominación. Concluye que todos los políticos que estudian la retórica deben tener "ciudadanías dudosas, una moral indescriptible y demasiada arrogancia".

## Obras
Desde su juventud escribió comedias. Se conservan once obras suyas, desarrolladas con una estructura definida en la que alternan el diálogo y el canto:
- Los acarnienses, 425 a. C.
- Los caballeros, 424 a. C.
- Las nubes, 423 a. C. Una sátira contra los nuevos filósofos, como Sócrates.
- Las avispas, 422 a. C.
- La paz, 421 a. C.
- Las aves, 414 a. C. Una sátira del imperialismo ateniense.
- Lisístrata, 411 a. C.
- Las Tesmoforias, 411 a. C.
- Las ranas, 405 a. C. Una sátira contra Eurípides.
- Las asambleístas, 392 a. C.
- Pluto, 388 a. C.

Aristófanes presenta su primera comedia a un certamen siendo tan joven que no la puede hacer con su nombre, esto es más por una cuestión tradicional ya que era perfectamente legal. Esta pieza, hoy desaparecida, se estrenó en el año 427 a. C. y fue llamada Los convidados. Su segunda obra es Los babilonios, y fue representada en 426 a. C. Esta comedia tampoco ha llegado hasta nuestros días.

## Miscelánea
En honor de Aristófanes se bautizó al asteroide (2934) Aristophanes con su nombre.
El gesto obsceno de levantar el dedo corazón, que muchos creerían contemporáneo, aparece ya en Las nubes, escrita cuatrocientos años antes de Cristo. En esa comedia un rústico al que le hablan de un verso dactílico (del griego: δάκτυλος [daáktylos] ‘dedo’) yergue el mayor y pregunta: "¿Cuál...? ¿Este?", con lo que seguramente despertó las risas del público.
El filósofo Platón sitúa en su diálogo El banquete —apenas siete años después del estreno de Las nubes— al propio Aristófanes en compañía de Sócrates y Agatón. En esta escena los tres personajes eran «los únicos que todavía seguían despiertos» tras la celebración de una fiesta, y son representados charlando amigablemente.
También presentaba gatos en sus obras para lograr un efecto cómico, acuñando la frase "el gato lo hizo" para señalar al culpable.